# Drosnay

Drosnay este o comună în departamentul Marne, Franța. În 2009 avea o populație de 176 de locuitori.